# Terton
Terton je v tibetanskem budizmu oseba, ki naj bi se mu odkrivala skrita sporočila že umrlih velikih mojstrov budizma. Ta sporočila so shranjena v mentalnem kontinuumu.